# Müslüm Aslan
Müslüm Aslan, född 1974 i Nusaybin, är en kurdisk poet, som publicerat fem böcker. 

## Biografi
Aslan föddes i byn Yandere (Hatxe) i Nusaybin, Mardin, där han genomförde sin grundskole- och gymnasieutbildning.
År 1991 blev han fängslad av politiska orsaker. Fram till 2001 satt han fängslad i olika fängelser i Diyarbakir, Çankırı och Kahramanmaraş.
Hans farfar kom att ha stort inflytande över Aslans poesi. Aslan menar att även den kurdisk-svenska författaren Cigerxwîn inspirerat honom och var orsaken till att han började skriva i tidig ålder. Under tiden i fängelset skrev han ett antal dikter. Hans första dikter publicerades i tidskriften HAWAR. 2001 släpptes Aslan från fängelset och blev redaktör för tidskriften  Utopya, som såldes i hela Turkiet. I den publicerade han även sina egna dikter och essäer.
År 2004 var han en av grundarna till Roza Kültür ve Sanat Evi (Roza Konst- och kulturhus). Här startade de två tidskrifterna DEM och Nubîn; en på kurdiska och den andra på turkiska. Men varken konst- och kulturhus eller tidningarnas liv skulle vara länge.
Aslans dikter, essäer och skrifter publiceras i olika tidskrifter och tidningar som Güney Dergisi, Utopya, Yaratı, Hayal Dergisi, Tîgrîs, Kowar W och Tîroj, Dilop. Den välkända kurdiska poeten Arjen Arî inkluderade också Müslüm Aslan i de kurdiska poeternas antologi (Bakûrê Helbestê/Antolojiya Helbesta Bakûr). Aslans kurdiska dikter har tonsatts och framförts av de kurdiska artisterna Hasan Tercan, Diljen Ronî och Raperin.
Müslüm Aslan är medlem i KURD PEN och den kurdiska författarföreningen.